# 喬治·伯恩斯 (一壘手)
喬治·亨利·伯恩斯（英語：George Henry Burns，1893年1月31日—1978年1月7日），為前美國職棒大聯盟的一壘手。生涯效力過老虎、運動家、印地安人(今守護者)、紅襪與洋基等隊。
伯恩斯是大聯盟1920年代的強打者，他在1926年拿下聯盟MVP。他在退休時累積2018支安打，在當時是美聯右打者第三名。他以一壘手出賽1671場比賽，放到現在仍是美聯右打者之中史上第四高的紀錄。

## 職業生涯
伯恩斯生涯從老虎發跡，雖然打了4年，但是表現實在沒什麼亮點。1918年，運動家將伯恩斯交易過來。他以3成52的打擊率排在美聯第二，僅次於泰·柯布。這年他製造109次雙殺，寫下大聯盟紀錄(該紀錄在3年後被打破)。1919年，他的打擊率降到2成96，因此他在隔年被送到印地安人。
1920年，因為球隊已有一壘手Doc Johnston，因此伯恩斯的上場時間受到壓縮。總教練特里斯·史畢克也決定讓兩人輪替擔任先發一壘手。1920年世界大賽第6場，印地安人已經3勝聽牌。伯恩斯在這場比賽敲出兩隊唯一的一分打點，幫助球隊1比0險勝羅賓隊，拿下世界大賽冠軍。

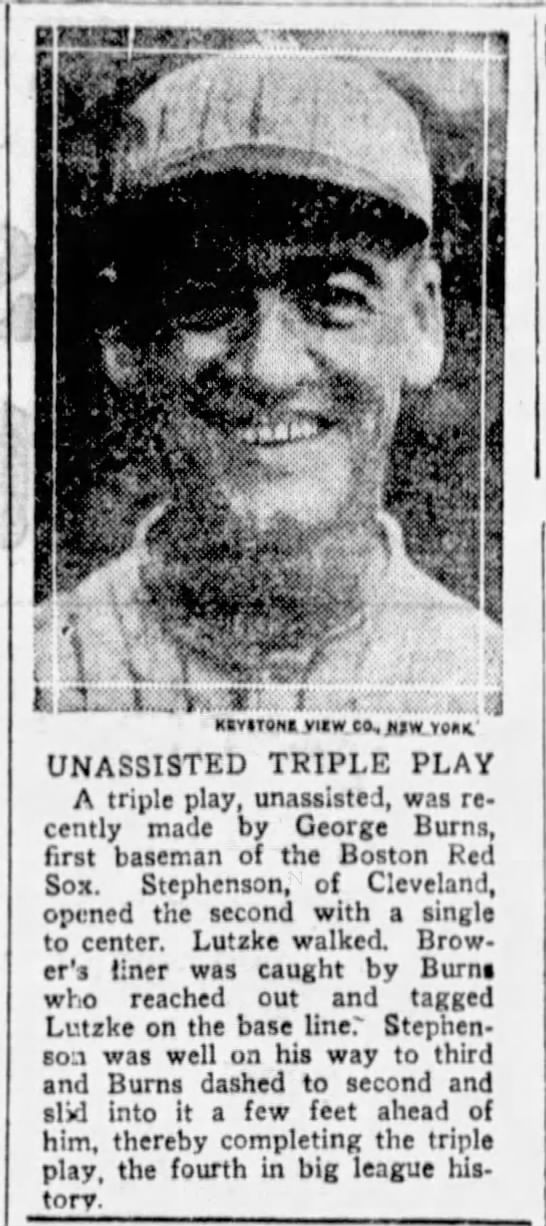
在發動獨力三殺守備後，伯恩斯登上了報紙頭條

1921年球季結束後，印地安人將伯恩斯交易到紅襪。他在紅襪的兩年期間打擊率分別為3成06和3成28。1923年，他成為史上首位在老洋基體育場敲出安打的球員。9月14日，他發動一次獨力三殺守備，這項成就到目前大聯盟也只發生過四次。
球季結束後，紅襪將伯恩斯交易回印地安人，換來唯一一位在世界大賽發動獨力三殺守備的Bill Wambsganss。回到印地安人後，伯恩斯連續4年的打擊率突破3成。他在1926年敲出64支二壘安打，打破史畢克的59支二壘安打紀錄。雖然這項紀錄後來被紅襪隊的Earl Webb打破，但仍是右打者的單季二壘安打紀錄。這年他是聯盟的安打王，打點也只輸給貝比·魯斯，最後他順利拿下美聯MVP。1928年，他打破Stuffy McInnis保持的美聯一壘手出賽紀錄。最後他的紀錄在美聯也只被吉米·法克斯、George Scott和保羅·柯諾可超越而已。
1928年季中，他被交易到洋基隊。他只在洋基出賽13場比賽，就隨隊拿下世界大賽冠軍。1929年，他重返運動家。1929年世界大賽第四場，伯恩斯上場代打。雖然運動家在單局灌進10分逆轉，但是伯恩斯一個人就佔了2個出局數。這也是他在這年世界大賽唯一的一次出場，最後他在拿下冠軍後宣布退休。
退休後，伯恩斯仍在小聯盟打拚5年，並在小聯盟球隊執教到1939年退休為止。之後他離開棒球界，在西雅圖地區擔任副警長，並於1967年退休。
1978年，伯恩斯因病去世，享年84歲。

## 生涯打擊成績
| 出賽次數 | 打席 | 打數 | 得分 | 安打 | 二安 | 三安 | 全壘打 | 打點 | 盜壘 | 保送 | 三振 | 打擊率 | 上壘率 | 長打率 | OPS  |
| -------- | ---- | ---- | ---- | ---- | ---- | ---- | ------ | ---- | ---- | ---- | ---- | ------ | ------ | ------ | ---- |
| 1866     | 7247 | 6573 | 901  | 2018 | 444  | 72   | 72     | 954  | 154  | 363  | 433  | .307   | .352   | .429   | .781 |

## 外部連結
- 球員資訊和成績在MLB，Retrosheet ，Baseball Reference ，Baseball Reference (Minors) ，Fangraphs ，The Baseball Cube （英文）